# El Viver (Palma)
El Viver o el Vivero (popularment es Vivero) és una barriada de Palma. Limita al sud amb el Rafal Vell i el Rafal Nou per Son Gibert i el camí Salard, al nord amb Son Cladera, Son Rutlan i Verge de Lluc pel carrer d'Aragó i a ponent amb Marratxí pel Torrent Gros.
Es tracta d'una barriada força heterogènia, amb diverses zones de tipologies i orígens diversos, i que antigament comprenia les terres dels actuals barris de Son Rutlan i Verge de Lluc i parts del de Son Cledera, quan encara eren rurals i no estaven urbanitzades. Actualment, el barri comprèn les antigues terres de la possessió de Son Ametler i de Son Montserrat, el qual sorgí com a divisió de Son Ametler.

## Història
Abans del segle xix, el Viver era una zona de poblament rural en la qual destacaven possessions com Son Ametler, Son Montserrat, Son Rutlan i Son Gibert, entre d'altres.
El 1844 el Ministeri d'Obres Públiques comprà un solar de la possessió de Son Montserrat adjacent a la carretera d'Inca per bastir-hi una casa pels peons caminers, encarregats del manteniment de les carreteres. Deu anys més tard, el 1854, comprà tota la finca per fer-hi un viver de plantes. Així doncs, el primer nucli del Viver sorgí als terrenys de l'antiga possessió de Son Montserrat, entre la carretera d'Inca, el camí Salard i els carrers del Tenor Bou Roig i de Baltasar Valentí, a partir dels habitatges dels treballadors del viver. Els carrers del Caminer i del Jardí recorden aquest passat.
El 1875 arribà el ferrocarril al barri, si bé l'estació més pròxima es trobava al Pont d'Inca. El barri no disposà d'estació pròpia fins a 2014, en què s'estrenà la nova estació de Son Cladera-Es Vivero, tanmateix l'estació pertany administrativament al barri de Son Cladera.
A finals del segle xix, la possessió de Son Ametler fou dividida entre dos fills. El 1923, el propietari de la meitat nord Baltasar Valentí Forteza la va urbanitzar, amb projecte de l'arquitecte Jaume Alenyar i Ginard; es tracta de la zona a llevant del carrer de Baltasar Valentí. Cap als anys 30, Sebastià Sabater, que més tard seria un dels organitzadors de la falange a Mallorca, comprà un altre tros de Son Ametler i establí les terres que es trobaven a ponent de l'actual carrer de Baltasar Valentí, fins al Camí Salard i al sud del carrer del Tenor Bou Roig.
Fins a 1930, la població feia servir la capelleta de les cases de Son Ametler, del segle xvii, com a oratori públic, depenent de la parròquia del Pont d'Inca. El 1924 s'hi establí una comunitat de monges agustines (a l'actual carrer Beethoven), que d'ençà de 1930 comptava amb un oratori projectat per Josep d'Oleza i Frates, el qual esdevengué parròquia el 1938 sota l'advocació de Crist Rei. El 1944 es beneí el temple actual.
A l'antiga possessió de Son Rutlan, que es trobava davant Son Ametler, a l'altra part de la carretera d'Inca, s'hi bastí, just acabada la guerra un quarter d'aviació militar, avui desmantellat i urbanitzat, i una urbanització de cases per a militars. Cap als anys cinquanta, a la frontera amb Marratxí, s'hi bastiren els habitatges de protecció oficial de Verge de Lluc, on hi anà a viure, majoritàriament, immigració espanyola. D'ençà de llur urbanització, aquests dos petits barris no fan part del Viver.
La població del Viver ha estat tradicionalment de classe obrera, molts dels quals feien feina a les fàbriques dels Hostalets o eren jornalers; això afavorí l'aparició d'organitzacions obreres i d'esquerres, entre les quals un sindicat de picapedrers i un grup comunista.

## Demografia
El 2018 comptava amb una població de 6816 persones.

## Entitats
Entre 1963 i 1971 hi hagué un agrupament escolta anomenat Crist Rei, en referència a la parròquia. Entre 1973 i 1988 n'hi hagué un altre anomenat Nova Terra.
La principal entitat esportiva del barri és la Societat Esportiva i Cultural Hispània, una entitat poliesportiva que destaca sobretot en bàsquet els orígens de la qual es remunten a 1942; juga al pavelló Hispània. D'altra banda, el Club Atlètic Viver, que cessà de la seva activitat els anys noranta, fou un dels equips pioners del futbol femení a l'illa.
A l'extrem sud del barri, ja dins el Rafal Nou, es troba la Fundació Deixalles, una entitat constituïda l'any 1987 per iniciativa de la delegació d'Acció Social de Càritas Diocesana amb l'objectiu de dignificar les condicions i els recursos bàsics de les persones desafavorides.

## Instal·lacions i serveis
Pel que fa a educació, hi ha una escola pública, el CP es Vivero, situat al carrer del Crèdit Balear i que data de l'època de la República, i dues escoles concertades, Nostra Senyora de la Consolació (l'antic convent de les agustines), al carrer Beethoven, i el col·legi Juan de la Cierva, al carrer Tenor Bou Roig.
L'església de Crist Rei, de 1946 i reformada el 1966, està situada al carrer de Baltasar Valentí. A l'extrem sud del barri, ja dins el Rafal Nou, es troba el Seminari Nou, que actualment hi ha, entre d'altres, el col·legi concertat Sant Pere.
Es conserven encara les cases de Son Ametler, al carrer d'Antonio Vivaldi. Força més avall, i ja dins el Rafal Nou, també es conserven les cases de Son Gibert. Al costat de les cases de Son Ametler es troba el Pavelló Hispània, on juga els seus partits com a local la Societat Esportiva i Cultural Hispània.
Pel que fa als transports, el barri comptà amb una línia de tramvia de 1926 a 1950. Anteriorment tenia un sistema de transport de diligències.